# Hélène de Montgeroult
Hélène Nervo de Montgeroult, condesa de Charnay (Lyon, 2 de marzo de 1764 - Florencia, 20 de mayo de 1836) fue una pianista, maestra y
compositora francesa del periodo clásico. Fue la primera maestra de pianoforte del Conservatorio de París, participando en la transición del auge del clavecín al piano.

## Biografía
Nació en Lyon bajo el seno de una familia noble. Durante su juventud tuvo una buena educación musical de la mano de Nicolás Hüllmandel, y a partir de 1785 J. L. Dussek; y probablemente de Clementi. Fue contemporánea de Mozart, Beethoven y Haydn. Conoció al violinista Battista Viotti, con el que mantuvo una estrecha relación artística. Su primer matrimonio fue en 1784, con el Marqués André Marie Gautier de Montgeroult, el cual fue asesinado en 1793 por los Austriacos, durante el periodo de El terror.

### Conflictos políticos
El 14 de febrero de 1793, durante el período de agitación política a raíz de la Revolución francesa, su marido fue tomado prisionero por los austriacos y asesinado después de haber servido en Italia. Montgeroult fue brevemente víctima de los dos partidos opuestos por razones políticas: primero fue encarcelada por los austriacos, y luego por el Tribunal Revolucionario. 
Debido a su ascendencia noble, fue acusada y condenada a la guillotina. En el transcurso de este grave procedimiento, Bernard Sarette, fundador del Conservatorio Nacional Superior de Música, defendió que sus habilidades de enseñanza y ejecución eran esenciales para el Instituto Nacional de Música. Como prueba, Montgeroult interpretó en un clavecín La Marsellesa con un espíritu tal, que “todos los presentes se unieron impulsivamente en el canto, encabezado por el presidente del tribunal”. 
Finamente fue liberada. La negación de su estatus de nobleza fue lo que le permitió publicar sus composiciones y seguir una carrera docente. Después de su liberación, huyó a Alemania y regresó dos años después para ser una de las profesoras de más alto rango en el Conservatorio. Su nombre desapareció de la lista de profesores después de 1795, y sus publicaciones posteriores a 1795–96.
El 16 de enero de 1798, presentó su renuncia debido a motivos de salud, generando tristeza entre sus colegas. Sin embargo, se dedicó a la composición y la pedagogía, como lo demuestra la publicación de sus sonatas y de su Curso completo para la enseñanza del Forté Piano, de 711 páginas, publicado en Francia c. 1816 y en Alemania c. 1830. 

### Conservatorio Nacional Superior de Música de París

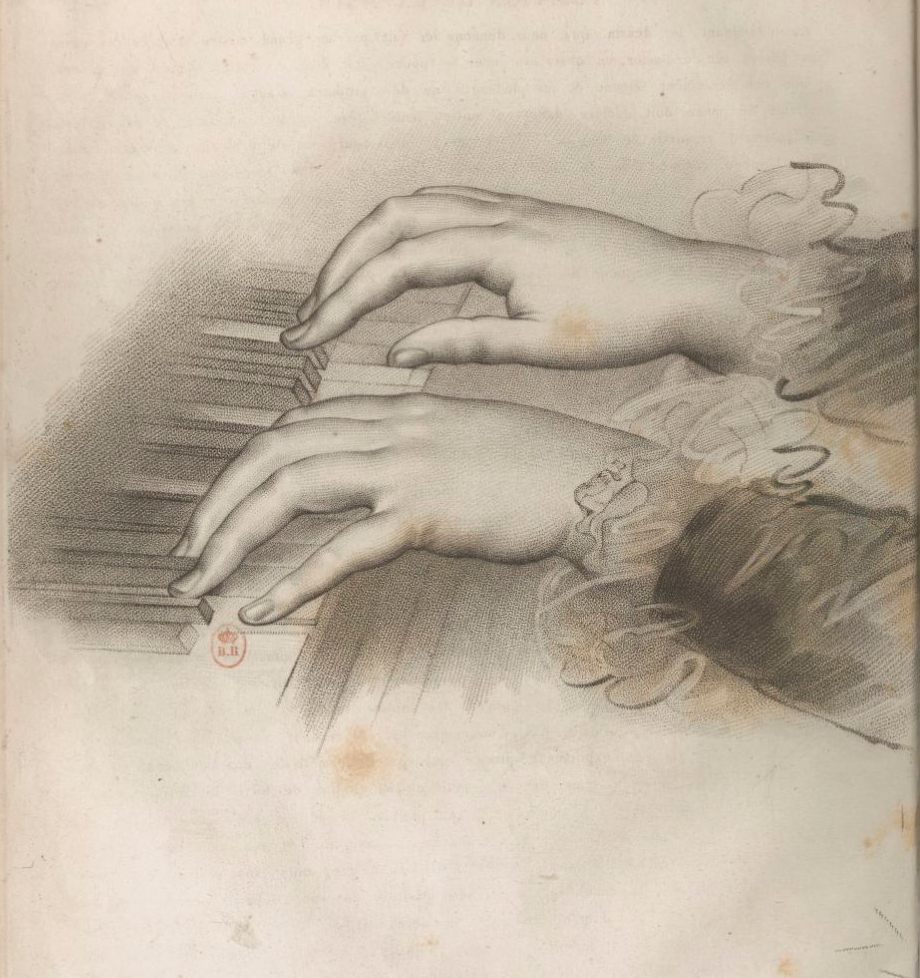
Posición de las manos al teclado, del Cours Complet.

En el Conservatorio Nacional Superior de Música de París, de la calle Rue Bergère,  se encuentran los estudios de interrpetación. En este se edificio se impartían hasta 1946 estudios de arte dramático y de música. Tras una reestructuración el edificio se llamó Conservatorio Nacional Superior de Arte Dramático de París,  y el Conservatorio Nacional Superior de Música y danza de París se mudó a nuevas instalaciones, varios kilómetros al noreste.
Desde las primeras horas de la Revolución francesa, el 13 y el 14 de julio de 1789, los músicos se comprometieron a construir un gran proyecto, que les tomaría seis años de ardua labor, la cual vieron recompensada el 22 de noviembre de 1795, con la inauguración del conservatorio. Desde el principio, fueron animados por un código de ética: hacerse cargo de la enseñanza de la música en Francia para llevarla al más alto nivel.
Se abrieron cinco clases de clavecín, de la cuales se cambiaron tres, para cederle lugar al pianoforte, instrumento que fue abriéndose paso y ganando popularidad durante el clasicismo, gracias a la figura de Muzio Clementi. Aquí participó Montgeroult, quien dio una clase de piano en este conservatorio, y donde escribió uno de sus primeros libros de instrucción para piano, interesada por la pedagogía musical.
Montgeroult encargó uno de los primeros modelos de pianoforte a Sébastien Érard, con el cual, gracias a la implementación de pedales pudo experimentar mayor expresividad musical y un timbre diferente a las posibilidades que otorgaba el clavecín.

## Catálogo de obras
Opus 1 1795
- Tres sonatas para el pianoforte.

Opus 2 1800
- Tres sonatas para el pianoforte.

Opus 3 1804
- Pieza para piano forte n° 37.

Opus 4 (perdido) 1804-1807
- Piezas sueltas para piano o fantasías n° 1, 2, 3, 4.

Opus 5 entre 1804 y 1807
- Tres sonatas para el pianoforte.

Opus 6 1807
- Seis Nocturnos con acompañamiento de pianoforte.

Sin número de opus
- 1º concierto para piano de Viotti (6 y 4 conciertos para violín de Viotti arreglados para piano por Madame de Montgeroult).
- 2º concierto para piano de Viotti (10º concierto para violín Viotti arreglado para piano por Madame de Montgeroult).
- 3º concierto de clavecín con acompañamiento de violín obligado de Viotti.
- Método de enseñanza progresivo para pianoforte.
- 44 estudios de dificultad gradual, 3 temas variados de Handel, 1 canon y 3 fugas.
- 1 Fantasía y variaciones sobre un tema "moderno".